# Artus Wolffort

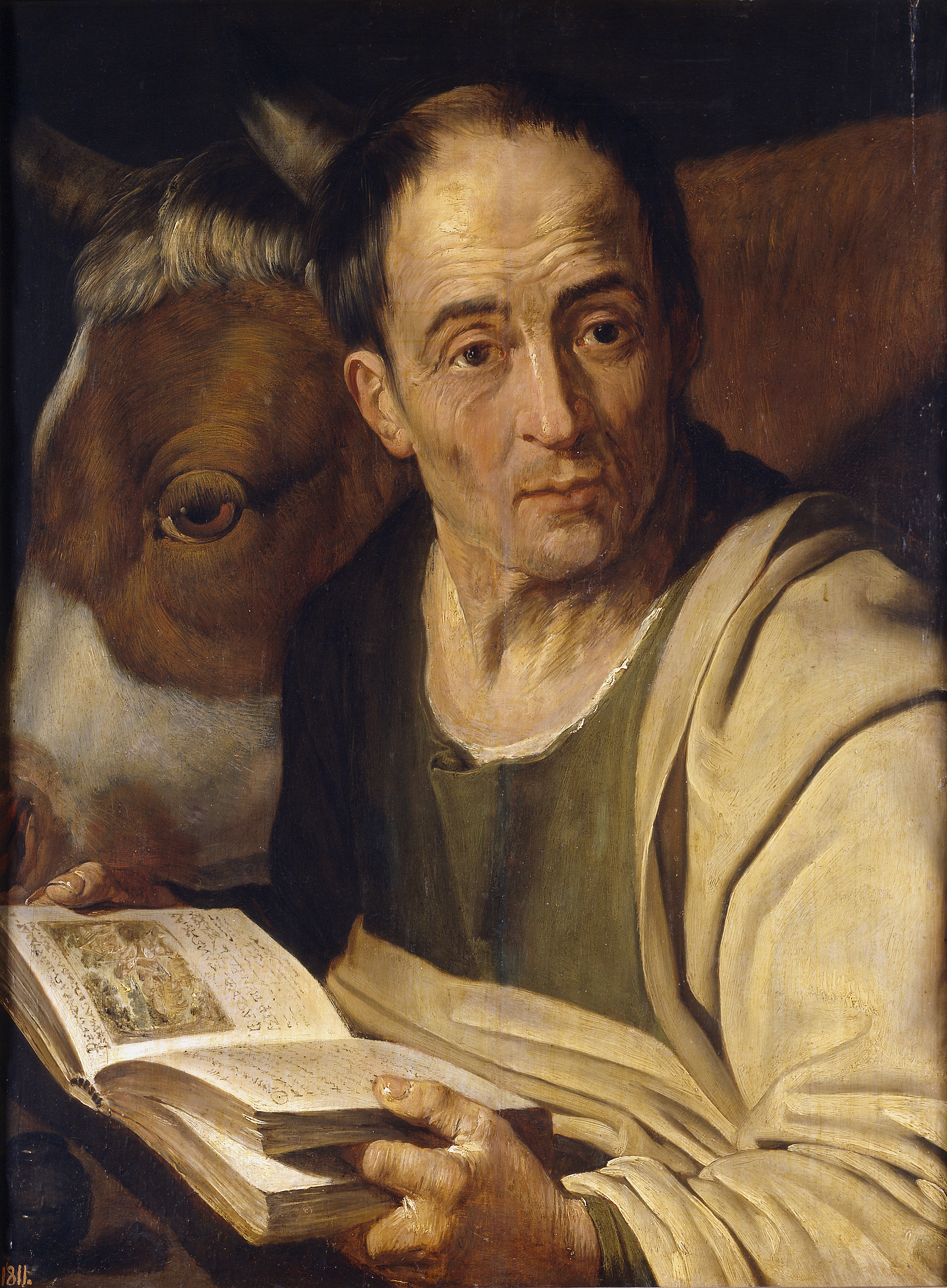
San Lucas, óleo sobre tabla, 61 x49 cm, Madrid, Museo del Prado.

Artus Wolffort, Wolfordt o Wolffaert (Amberes, 1581-1641) fue un pintor barroco flamenco especializado en pintura historiada, principalmente de asunto religioso, aunque también cultivó el paisaje y el retrato.
Formado en Dordrecht, ciudad a la que se habían trasladado sus padres cuando apenas contaba un año, en 1616 se encontraba de nuevo en Amberes, trabajando durante un corto espacio de tiempo en el taller de Otto van Veen, uno de los maestros de Rubens. Admitido en el gremio local de San Lucas en 1617, el 8 de septiembre de 1619 contrajo matrimonio con Maria Wandelaer. Del matrimonio nació en 1625 Jan-Baptiste Wolfaerts, quien llegaría a ser pintor especializado en paisajes y ocasionalmente copista de las obras paternas. 
Aunque recibió algún encargo importante con destino a la iglesia de San Pablo de Amberes, el grueso de su producción está formado por escenas evangélicas y series de apóstoles, evangelistas y padres de la Iglesia, destinadas a particulares. La abundancia de copias de sus obras y su desigual calidad, ha hecho suponer que se situase a la cabeza de un numeroso taller desde el que atender las demandas del mercado de arte. En él se formaron, además de su hijo, Peter van Lint y Peter van Mol.
Su pintura, aunque arraigada en el clasicismo de Otto van Veen, recibe también influencias del más vitalista y animado estilo de Rubens, incluso adaptando composiciones de este al más seco estilo de su maestro.